# Keflavík
Keflavík ([ˈcʰɛplaˌviːk] ⓘ, nghĩa là Vịnh Gỗ Trôi) là 1 thành phố thuộc vùng Reykjanes ở tây nam Iceland. Keflavík có khoảng 10.200 cư dân và là thành phố đông dân thứ 4 ở Iceland. Ngày nay Keflavík hợp nhất với Njarðvík và Hafnir tạo thành Thị xã Reykjanesbær với khoảng 14.000 dân (tháng 6/2008).

## Lịch sử

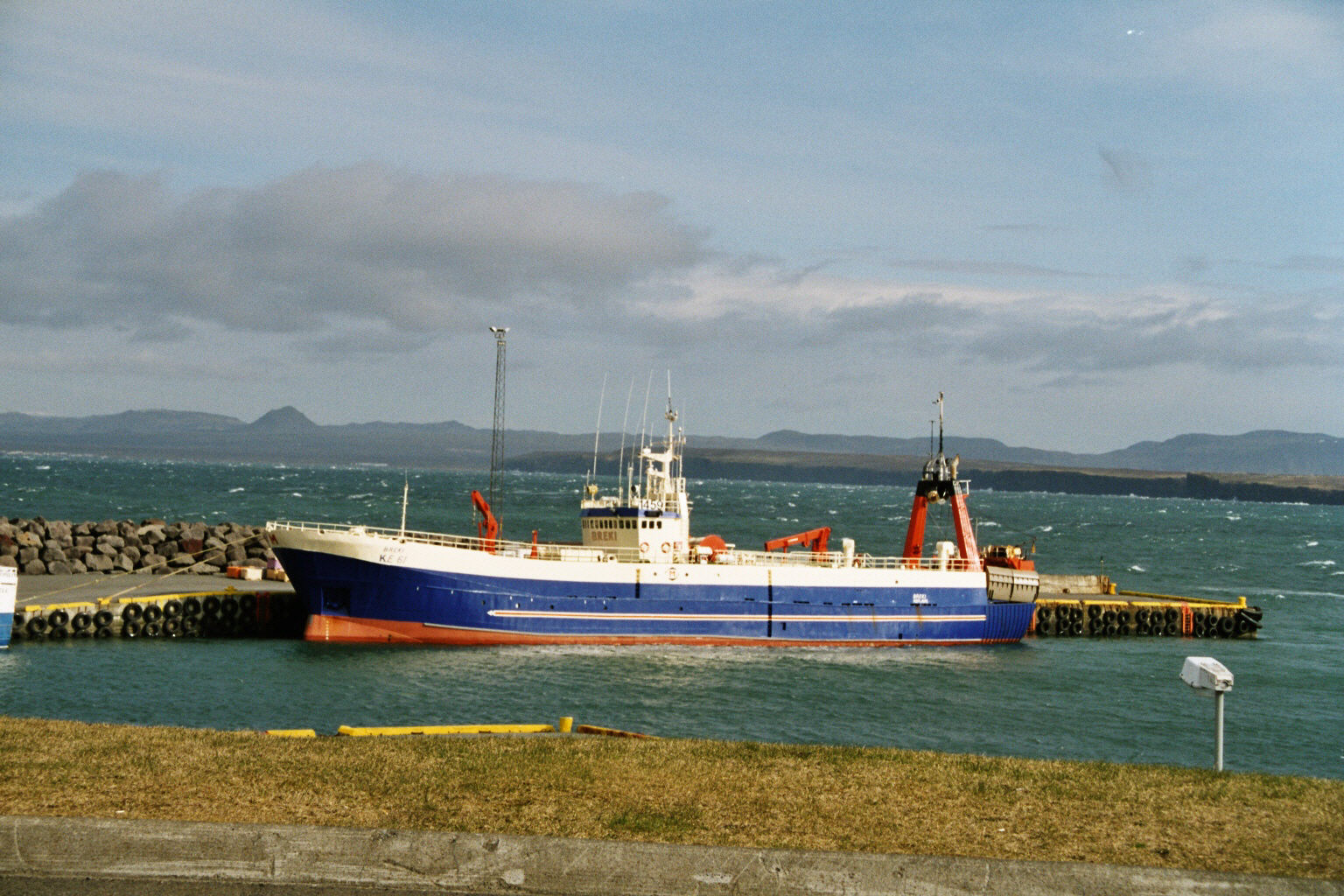
Cảng Keflavík

Keflavík được thành lập từ thế kỷ 16. Thành phố phát triển nhờ kỹ nghệ đánh bắt và chế biến cá.
Sau này thành phố tiếp tục phát triển nhờ việc buôn bán và cung cấp dịch vụ cho Căn cứ quân sự của NATO đồn trú tại đây và Sân bay quốc tế Keflavík do quân đội Hoa Kỳ xây dựng từ thập niên 1940 trong thời thứ hai. Căn cứ quân sự nói trên có khoảng 19.000 binh sĩ đồn trú để giám sát các tàu và tàu ngầm giao thông trong vùng biển Iceland và Đại Tây Dương.
Ngày 11.8.2006 Hoa Kỳ đã rút 4 máy bay F5 chót ở Căn cứ này về và ngày 30.9.2006, số 30 quân nhân còn lại cũng được rút về.
Tuy nhiên NATO đã thấy cần gửi máy bay quân sự tới đây để giám sát không phận, và ngày 1.4.2008 đã gửi 4 máy bay Mirage 2000 của Không quân Pháp tới đây trong 6 tuần lễ.

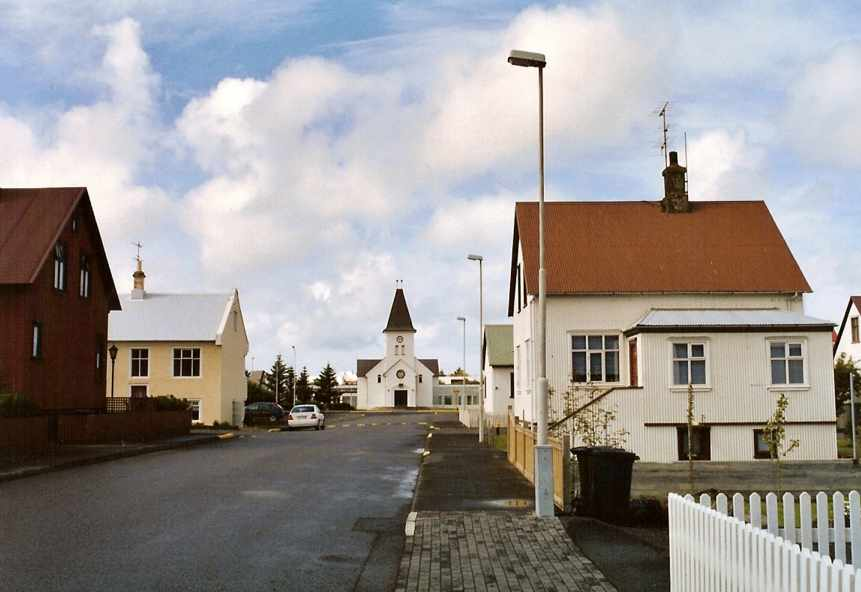
Nhà thờ

## Trong tiểu thuyết
Căn cứ Hải quân của NATO ở Keflavík đã được dùng trong một phần của tiểu thuyết Red Storm Rising của Tom Clancy. Các mô tả về Căn cứ, địa hình, hệ thực vật và các trang thiết bị của Căn cứ khá chính xác.